# Demetri (filòsof platònic)
Demetri (en llatí Demetrius, en grec antic Δημητριος) fou un filòsof platònic grec egipci que va viure durant el regnat de Ptolemeu XII Auletes, cap a l'any 80 aC, segons diu Llucià de Samosata.
Es va oposar al luxe i la corrupció de la cort dels Ptolemeus i no va voler aparèixer vestit de dona a la festa de la Dionísia en la que només va beure aigua. Va ser castigat a beure en públic vi i presentar-se vestit de dona. És possiblement el mateix Demetri que menciona l'emperador Marc Aureli a les Meditacions.